# Carlo Pio di Savoia iuniore
Carlo Pio di Savoia iuniore (Ferrara, 7 aprile 1622 – Roma, 13 febbraio 1689) è stato un cardinale e vescovo cattolico italiano della Chiesa cattolica, nominato da papa Innocenzo X nel concistoro del 2 marzo 1654.

## Biografia
Carlo Pio di Savoia era figlio del primo matrimonio di Ascanio Pio di Savoia (1580-1649) con Eleonora Mattei, nobile romana (figlia di Asdrubale Mattei e di Costanza Gonzaga; precedentemente sposata con Ferrante Bentivoglio, marchese di Gualtieri).
Carlo giunse a Roma su invito dello zio, il cardinale Carlo Emanuele Pio di Savoia, che intendeva avviarlo, pur contro le sue inclinazioni, ad una carriera in ambito ecclesiastico. Carlo Emanuele, perseguendo una spregiudicata politica dinastica, si prefiggeva di risollevare le sorti della famiglia Pio di Savoia. Carlo Emanuele era il figlio secondogenito di Enea Pio di Savoia, pretendente della signoria di Sassuolo, uomo politico e diplomatico al servizio del duca di Savoia.  Nominò nel maggio del 1641 il fratello Ascanio (in capo al quale Enea Pio di Savoia aveva istituito nel 1613 il maggiorascato) ed il nipote Carlo quali suoi eredi universali, decisione che di fatto vincolò le scelte di Carlo. Quest'ultimo, dopo aver ricoperto incarichi di natura militare e preso parte ad eventi bellici nella penisola (guerra di Castro), si addottorò in legge nel 1649, per poi prendere i voti nel 1650.
Fu nominato cardinale il 2 marzo 1654 da papa Innocenzo X con il titolo della Chiesa di Santa Maria in Domnica (23 marzo 1654).
Era chierico della Camera Apostolica dal 1650, tesoriere generale della Chiesa dal 1652.
Godette dei seguenti titoli: cardinale diacono di Sant'Eustachio (11 febbraio 1664), cardinale presbitero di Santa Prisca (14 novembre 1667), cardinale presbitero di San Crisogono (28 gennaio 1675), cardinale presbitero di Santa Maria in Trastevere (1º dicembre 1681). Fu vescovo di Ferrara (1655-1663), legato a Urbino, prefetto della Congregazione del Buongoverno, Camerlengo del Collegio cardinalizio (1671-1672), cardinale vescovo di Sabina dal 15 febbraio 1683.
Nel 1655 acquistò il Principato di San Gregorio (oggi San Gregorio da Sassola) al fine di far acquisire il titolo di principe al fratellastro Luigi, che infatti divenne il primo principe di San Gregorio. Negli anni tra il 1658 e il 1674, con l'intenzione di fare del principato il "gioiello della primogenitura del Casato", fece costruire in San Gregorio un nuovo borgo fuori le mura, che ancora oggi porta il suo nome: Borgo Pio. Un interessante esempio di pianificazione urbanistica seicentesca.

## Genealogia episcopale e successione apostolica
La genealogia episcopale è:
- Cardinale Guillaume d'Estouteville, O.S.B.Clun.
- Papa Sisto IV
- Papa Giulio II
- Cardinale Raffaele Riario
- Papa Leone X
- Papa Paolo III
- Cardinale Francesco Pisani
- Cardinale Alfonso Gesualdo
- Papa Clemente VIII
- Cardinale Pietro Aldobrandini
- Cardinale Laudivio Zacchia
- Cardinale Antonio Barberini, O.F.M.Cap.
- Cardinale Marcantonio Franciotti
- Cardinale Giambattista Spada
- Cardinale Carlo Pio di Savoia iuniore

La successione apostolica è:
- Arcivescovo Benedetto Cappelletti (1659)
- Vescovo Francesco Zeno (1660)
- Vescovo Guido Bentivoglio, C.R. (1660)
- Vescovo Carlo Piscina (1664)
- Vescovo François de Batailler (1664)
- Vescovo Gaspard de Lascaris (1665)
- Vescovo Giovanni Carlo Baldovinetti, O.P. (1667)
- Vescovo Domenico Trucchi (1667)
- Arcivescovo Bonifazio Albani, C.R.S. (1668)
- Vescovo Rodolfo Acquaviva (1668)
- Vescovo Gianfrancesco Riccamonti, O.S.B. (1668)
- Vescovo Teodoro Gennaro, O.F.M. (1668)
- Vescovo Nicola Lepori, O.P. (1668)
- Vescovo Antonio Primi, O.F.M.Obs. (1669)
- Vescovo Giovanni Antonio Baldi (1669)
- Vescovo Henri Provana, O.C.D. (1671)
- Vescovo Carlo Vincenzo Toti (1672)
- Vescovo Carlo Antonio Gozzano (1675)
- Arcivescovo Giuseppe Mosti (1676)
- Vescovo Lorenzo Mayers Caramuel, O. de M. (1676)
- Arcivescovo Antonio del Río Colmenares (1676)
- Arcivescovo Diego Ventura Fernández de Angulo, O.F.M. (1676)
- Vescovo Francesco Fortezza (1676)
- Arcivescovo Marziale Pellegrino, O.F.M.Conv. (1677)
- Arcivescovo Manuel de la Torre (1677)
- Vescovo Scipione Negrelli (1677)
- Vescovo Diego Lozano González, O.Carm. (1677)
- Arcivescovo Jaime de Palafox y Cardona (1677)
- Arcivescovo Pablo Jiménez Alejandro Ximenes (1678)
- Vescovo Maurizio Bertone, C.R.S. (1678)
- Vescovo Antonio Bighetti (1678)
- Vescovo Miguel Jerónimo de Molina y Aragonés, O.S.Io.Hieros. (1678)
- Arcivescovo Ercole Visconti (1678)
- Vescovo Antonio Perez della Lastra (1679)
- Vescovo Diego Ibáñez de la Madrid y Bustamente (1679)
- Vescovo Benedetto Milazzi (1679)
- Vescovo Vittorio Agostino Ripa (1679)
- Vescovo Giuseppe Sallustio Fadulfi (1679)
- Vescovo Francesco Martinelli, C.O. (1680)
- Vescovo Francesco Tansi (1680)
- Vescovo Lelio Ardizzone (1680)
- Vescovo Giuseppe Consoli (1680)
- Vescovo Alberto Mugiasca, O.P. (1680)
- Vescovo Benedetto Giacinto Sangermano (1680)
- Vescovo Agostino Flavio Macedonich, O.F.M. (1681)
- Vescovo Arcangelo Tipaldi, O.F.M.Obs. (1681)
- Vescovo Ignazio Fiumi, O.P. (1681)
- Vescovo Bernardino Masseri (1681)
- Vescovo Pietro Petri, O.S.B.Cam. (1681)
- Vescovo Giorgio Sotgia, O.S.M. (1682)
- Vescovo Francesco Di Giangirolamo (1682)
- Vescovo Matteo Fazio, O.P. (1682)
- Vescovo Lodovico Septala (1682)
- Cardinale Francesco Pignatelli, C.R. (1683)
- Cardinale Giacomo Cantelmo (1683)
- Arcivescovo Ferdinando Bazan y Manriquez (1686)
- Vescovo Enrico Vialardi di Villanova, B. (1687)
- Cardinale Jan Kazimierz Denhoff (1687)
- Vescovo Giovanni Battista Visconti Aicardi, B. (1688)
- Vescovo Marino Drago (1688)
- Vescovo Michele Ludovico Tevenardi, O.P. (1688)
- Vescovo Carlo Olantes, O.P. (1688)
- Arcivescovo Manuel de la Torre y Gutiérrez, O. de M. (1688)

## Ascendenza
|                                                           |                   |                                                               | Genitori                                                          |  |  | Nonni |  |  | Bisnonni            |  |  | Trisnonni                                     |  |
|                                                           |                   |                                                               |                                                                   |  |  |       |  |  | Marco Pio di Savoia |  |  | Gilberto I Pio di Savoia, signore di Sassuolo |  |
|                                                           |                   |                                                               |                                                                   |  |  |       |  |  | Marco Pio di Savoia |  |  | Gilberto I Pio di Savoia, signore di Sassuolo |  |
|                                                           |                   | Eleonora Bentivoglio                                          |                                                                   |  |  |       |  |  | Marco Pio di Savoia |  |  |                                               |  |
| Enea Silvio Pio di Savoia, reggente di Sassuolo           |                   |                                                               |                                                                   |  |  |       |  |  | Marco Pio di Savoia |  |  |                                               |  |
|                                                           |                   | Lucrezia Roverella                                            | Gerolamo Roverella, I conte di Montenovo e Monteleone             |  |  |       |  |  |                     |  |  |                                               |  |
|                                                           |                   | Lucrezia Roverella                                            | Gerolamo Roverella, I conte di Montenovo e Monteleone             |  |  |       |  |  |                     |  |  |                                               |  |
|                                                           |                   | Lucrezia Roverella                                            | Taddea Contrari                                                   |  |  |       |  |  |                     |  |  |                                               |  |
| Ascanio Pio di Savoia, principe di San Giorgio da Sassola |                   | Lucrezia Roverella                                            |                                                                   |  |  |       |  |  |                     |  |  |                                               |  |
|                                                           |                   | Ippolito Turchi, I conte di Crespino e Ariano                 | Alberto Turchi, patrizio di Ferrara                               |  |  |       |  |  |                     |  |  |                                               |  |
|                                                           |                   | Ippolito Turchi, I conte di Crespino e Ariano                 | Alberto Turchi, patrizio di Ferrara                               |  |  |       |  |  |                     |  |  |                                               |  |
|                                                           |                   | Ippolito Turchi, I conte di Crespino e Ariano                 | …                                                                 |  |  |       |  |  |                     |  |  |                                               |  |
| Barbara Turchi                                            |                   | Ippolito Turchi, I conte di Crespino e Ariano                 |                                                                   |  |  |       |  |  |                     |  |  |                                               |  |
|                                                           |                   | Ippolita Tassoni                                              | Galeazzo Tassoni, signore di Castelvecchio                        |  |  |       |  |  |                     |  |  |                                               |  |
|                                                           |                   | Ippolita Tassoni                                              | Galeazzo Tassoni, signore di Castelvecchio                        |  |  |       |  |  |                     |  |  |                                               |  |
|                                                           |                   | Ippolita Tassoni                                              | Lucrezia Petrati                                                  |  |  |       |  |  |                     |  |  |                                               |  |
| Carlo Pio di Savoia                                       |                   | Ippolita Tassoni                                              |                                                                   |  |  |       |  |  |                     |  |  |                                               |  |
|                                                           | Alessandro Mattei | Ciriaco Mattei                                                |                                                                   |  |  |       |  |  |                     |  |  |                                               |  |
|                                                           | Alessandro Mattei | Ciriaco Mattei                                                |                                                                   |  |  |       |  |  |                     |  |  |                                               |  |
|                                                           | Alessandro Mattei | Giulia Matuzzi                                                |                                                                   |  |  |       |  |  |                     |  |  |                                               |  |
| Asdrubale Mattei, I marchese di Giove                     | Alessandro Mattei |                                                               |                                                                   |  |  |       |  |  |                     |  |  |                                               |  |
|                                                           |                   | Emilia Mazzatosta                                             | Tuccio Mazzatosta                                                 |  |  |       |  |  |                     |  |  |                                               |  |
|                                                           |                   | Emilia Mazzatosta                                             | Tuccio Mazzatosta                                                 |  |  |       |  |  |                     |  |  |                                               |  |
|                                                           |                   | Emilia Mazzatosta                                             | Claudia Orsini                                                    |  |  |       |  |  |                     |  |  |                                               |  |
| Eleonora Mattei                                           |                   | Emilia Mazzatosta                                             |                                                                   |  |  |       |  |  |                     |  |  |                                               |  |
|                                                           |                   | Alfonso I Gonzaga, V conte di Novellara, Bagnolo e Cortenuova | Alessandro I Gonzaga, II conte di Novellara, Bagnolo e Cortenuova |  |  |       |  |  |                     |  |  |                                               |  |
|                                                           |                   | Alfonso I Gonzaga, V conte di Novellara, Bagnolo e Cortenuova | Alessandro I Gonzaga, II conte di Novellara, Bagnolo e Cortenuova |  |  |       |  |  |                     |  |  |                                               |  |
|                                                           |                   | Alfonso I Gonzaga, V conte di Novellara, Bagnolo e Cortenuova | Costanza da Correggio                                             |  |  |       |  |  |                     |  |  |                                               |  |
| Costanza Gonzaga                                          |                   | Alfonso I Gonzaga, V conte di Novellara, Bagnolo e Cortenuova |                                                                   |  |  |       |  |  |                     |  |  |                                               |  |
|                                                           |                   | Vittoria di Capua                                             | Giovanni Tommaso di Capua, I marchese della Torre Francolise      |  |  |       |  |  |                     |  |  |                                               |  |
|                                                           |                   | Vittoria di Capua                                             | Giovanni Tommaso di Capua, I marchese della Torre Francolise      |  |  |       |  |  |                     |  |  |                                               |  |
|                                                           |                   | Vittoria di Capua                                             | Faustina Colonna                                                  |  |  |       |  |  |                     |  |  |                                               |  |
|                                                           |                   | Vittoria di Capua                                             |                                                                   |  |  |       |  |  |                     |  |  |                                               |  |